# Jamal Triki
Jamal Triki (arab. جمال التريكي, ur. 14 marca 1979 w Churibce) – marokański piłkarz, grający jako napastnik.

## Klub

### Początki
Zaczynał karierę w Olympique Khouribga, gdzie grał do 2009 roku.

### FUS Rabat
8 sierpnia 2009 roku został zawodnikiem FUS Rabat.
W sezonie 2011/2012 (pierwszym w bazie Transfermarkt) zagrał 8 meczów i strzelił gola.

### Powrót do Churibki
1 sierpnia 2012 roku zdecydował się na powrót do Olympique Khouribga. W tym zespole ponownie zadebiutował 15 września 2012 roku w meczu przeciwko Maghreb Fez (2:2). Został zmieniony w 78. minucie przez Mohameda Mobarika, a także dostał żółtą kartkę w 8. minucie. Łącznie zagrał 23 mecze i strzelił 3 gole.

### Dalsza kariera
28 sierpnia 2014 roku został zawodnikiem Unionu Mohammédia. 1 lipca 2015 roku dołączył do Chababu Mrirt. 1 września 2016 roku zakończył karierę.